# 幪面超人Kiva 魔界城之王
《劇場版 假面騎士KIVA 魔界城之王》（日语：劇場版 仮面ライダーキバ 魔界城の王），是日本特攝節目《假面騎士KIVA》的獨立劇場版。於2008年8月9日在日本上映

## 故事內容
在一個古代化石展中，Fangire在正在吸食人類生命能量。消滅Fangire的至上藍天會戰士麻生惠及假面騎士IXA--名護啟介立即趕前作戰。另一邊廂，被封印的生命體Legendorga卻在此時復活，破石而出。其後，Legendorga和其同伴尋找牠們的王，也就是通緝犯衫村隆（崛內健飾演）。而在2008年，一名能變身為假面騎士Rey，來自3WA組織的男子白峰天斗（山本匠馬飾演）這時和Legendorga及Fangire作戰，目的是為了打倒Kiva，更將惠母女囚在魔界城。

## 登場人物
白峰天斗（2008年)（山本匠馬饰）
假面騎士Rey的變身者。
經常打理自己的指甲。為打倒Legendorga而主張與［耀眼藍天會］同一戰線，但因名護亦在該組織而不太合作。一方面尊敬［傳說中的男人］紅音也，另一方面輕視作為同僚的名護（名護自己亦有相同想法）。事實上為獲得變身Rey的能力而與Legendorga勾結，令作為人的身體和靈魂都失去。
Legendorga
本作主要敵人，假面騎士Arc的部下，擁有比Fangire更具破壞力的力量，繁殖能力驚人，凡被它們襲擊的人類和fangire都會變成其同類，惡靈的四大部下有：美杜莎(大胃王 ギャル曽根)、蔓德拉草、石像鬼、木乃伊。
友情演出
關俊彥、遊佐浩二、寺杣昌紀、鈴村健一、秋山莉奈

## 本作登場騎士

### 假面騎士 Kiva 的各種變身型態
- 替身演員 高岩成二

（紅色） 吸血鬼型態 Kiva Form 
紅渡被Kivat Bat 三世咬後變成的型態。只要吹起紅色笛子（Wake Up Fuestle），右腳被封印的力量將會被暫時解除，釋出Rider kick（Darkness Moon Break）將敵人轟破。
（藍色） 狼人型態 Garulu Form （加魯魯型態）
Kivat三世吹起藍色笛子（Garulu Fuestle）後發動的型態，配有一把長劍，只要將此劍給Kivat Bat 三世咬便能發動必殺技（Garulu Howling Slash）。
（綠色） 半人魚型態 Basshaa Form （巴夏型態）
Kivat三世吹起綠色笛子（Basshaa Fuestle）後發動的型態，配有一支槍。同樣，將此槍給Kivat Bat 三世咬便能發動必殺技（Basshaa Aqua Tornado）。
（紫色） 科學怪人型態 Dogga Form （德迦型態）
Kivat三世吹起紫色笛子（Dogga Fuestle）後發動的型態，配有一把紫色拳頭的大鎚，同樣，將此大鎚給Kivat Bat 三世咬便能發動必殺技（Dogga Thunder Slap）。
（紅金色） 魔皇型態 Emperor Form
以紅金色為主，身披紅色斗篷，Kivat眼睛為彩色，kiva使用金色笛子來召喚魔皇龍Tatsulot，將全身所有封印鎖鏈同時間解開，盔甲變成金色。
（血紅色） 飛翔態 （劇場版初登場）
紅渡的究極體暴走型態，以完全獸化為身驅，巨大鳥獸的外形，Kiva在劇場版中進化成魔皇型態後，再進一步進化成吸血鬼飛翔型態，與再度進化的惡Arc在空中進行決戰，Kiva型態的蝙蝠腳甲由腳升至胸甲，再升至頭部成為頭甲。

### 假面騎士 IXA 的各種變身模式
- 替身演員 岡元次郎

Save Mode 保全模式
- 紅音也（86）/麻生友里（86）

頭部裝甲用全球最堅硬的合金製造。即使用50口徑的自動手槍零距離射擊都沒可能造成損傷。這個模式的必殺技是Broken Fang
Burst Mode 爆發模式
- 名護啟介（08）/麻生惠（08）

IXA面罩爆開，變成真的像是假面騎士的樣子。四周的爆炸可謂代表神的憤怒（但是實際上只有爆發一次）。只有在這個模式，IXA才可發動必殺技「IXA．神之制裁」。

### 假面騎士Arc
Kiva劇場版登場，由崛內健飾演 魔界城的王（假面騎士惡Arc），是所有物種的尅星，生性兇殘，以消滅一切而生，身高3.2米，是目前體型第二大的惡役騎士，手持黃色巨型三叉戩（只限於Dierctor's cut ver.使用）。
身長：320cm 體重：350kg 拳擊力： 25t 腳踢力：60t（必殺技達120t） 跳躍力：0 行動速度：100m需時2秒
Legend Arc
在滿月下伸展出骷髏狀翅膀，進化成Legend Arc型態，胸口的鎖鏈封印被解開了，與飛翔型態的KIVA在空中進行決戰。
擁有彩色玻璃花樣的翅膀和長手臂，胸有令人毛骨悚然的眼珠子。身體更加巨大化，自在的在空中飛行，從翅膀能發射光彈。

### 假面騎士Rey
由白峰天斗變身著裝的人工假面騎士戰鬥服，醒覺後雙手由鎖鏈變成一對爪，從高而下擊倒敵人。
身長：205cm 體重：87kg 拳擊力： 17t（必殺技達28t） 腳踢力：8t 跳躍力：一跳達30m 行動速度：100m需時5秒

## 關連項目
- 假面騎士系列

## 外部連結
- 朝日假面騎士Kiva網站 （页面存档备份，存于）
- 東映假面騎士Kiva網站 （页面存档备份，存于）